# Saint-Jean-de-Marsacq
Saint-Jean-de-Marsacq é uma comuna francesa na região administrativa da Nova Aquitânia, no departamento Landes. Estende-se por uma área de 26,43 km². Em 2010 a comuna tinha 1 699 habitantes (densidade: 64,3 hab./km²).